# Anqet Farra
Gli Anqet Farra sono una struttura geologica della superficie di Venere.